# لخزارة
لخزارة  مدينة وبلدية تابعة إقليميا إلى دائرة لخزارة ولاية قالمة الجزائرية، وهي مدينة تبعد عن مقر الولاية ب 14 كلم، وهي تتوسط إلى جانب قالمة  ولاية سوق أهراس حيث تبعد عن سوق اهراس بحوالي 46 كلم وعن عاصمة الشرق الجزائري قسنطينة بحوالي 134 كلم وتبعد عن مدينة الجزائر العاصمة بحوالي 600 كلم يبلغ سكان هذه البلدية حوالي 20 ألف نسمة. تضم دائرة لخزارة ثلاث بلديات إلى جانب بلدية لخزارة فتوجد هناك بلدية بوحشانة وبلدية عين صندل أصبحت بلدية لخزارة دائرة بعد التقسيم الإداري لسنة 1974 حيث تعتبر دائرة قديمة ويبلغ عمرها حوالي 35 سنة.